# Historica Canada
 (novembre 2015).
Historica Canada est le plus grand organisme canadien consacré à la sensibilisation à l’histoire canadienne et la citoyenneté. Son projet vise ouvertement à faire de l'enseignement de l'histoire un instrument de construction du nationalisme canadien. Ses programmes, tous bilingues, rejoignent plus de huit millions de Canadiens chaque année.
Un organisme sans but lucratif national enregistré, Historica Canada est le résultat d’une fusion en 2009 de la Fondation Historica du Canada et de l'Institut Dominion. 
À la suite de la fusion, l'organisme était connu sous le nom de Institut Historica-Dominion jusqu’à ce que le nom soit changé pour le nom actuel en septembre 2013.
Parmi les programmes les plus connus de l’organisme, on compte la collection de plus de 80 Minutes du patrimoine - de courtes vignettes de 60 secondes dépeignant les événements importants et marquants de l’histoire du Canada - ainsi que L'Encyclopédie canadienne, la seule encyclopédie nationale de ce type connue dans le monde occidental.

## Présence pancanadienne
Bien que son siège social soit à Toronto, l'organisme dirige aussi le programme jeunesse Rencontres du Canada, basé à Ottawa. Les employés voyagent régulièrement à travers le pays afin de rencontrer les participants et de superviser la programmation.   

## Arts et récits autochtones
Le concours Arts et récits autochtones invite les artistes des Premières Nations, des Métis et des Inuits âgés de 11 et 29 ans à interpréter un aspect de leur culture et de leur patrimoine grâce aux arts visuels et à la création littéraire. L’année 2010-2011 a été la première année où le concours s’est élargi afin d’accepter les soumissions d’art, après avoir été pendant six ans un concours d’écriture exclusivement. 
Un jury d’artistes, d'écrivains et de dirigeants de communautés autochtones, dont Drew Hayden Taylor, Kent Monkman et Lee Maracle, choisit les soumissions gagnantes. On compte parmi les patrons d’honneur du programme le chef national de l’Assemblée des Premières Nations, Perry Bellegarde, le président de l’organisme Inuit Tapiriit Kanatami, ainsi que le président du Conseil national des Métis, Clément Chartier.
Le concours est né du livre Our Story, une collaboration entre l’Institut Dominion et Doubleday Canada. Our Story est une compilation de nouvelles qui rassemble neuf auteurs autochtones dont Thomas King, Tomson Highway et Tantoo Cardinal.
À ce jour, plus de 2500 jeunes ont participé au concours.

## Défi de la citoyenneté
Le Défi de la citoyenneté a mis à l’épreuve les connaissances de plus de 200 000 étudiants depuis 2010. Les participants étudient et passent un examen de citoyenneté semblable à celui que doivent passer les réels demandeurs de citoyenneté. 
Les étudiants peuvent gagner plusieurs prix, dont le grand prix, un voyage toutes dépenses payées à Ottawa.

## L’Encyclopédie Canadienne
L’Encyclopédie Canadienne, une ressource en ligne bilingue et gratuite, offre la plus grande collection d’articles précis, continuellement mis à jour et axés sur le Canada. À ce jour, la collection toujours grandissante de l’Encyclopédie comprend plus de 19 000 articles écrits par quelque 5 000 auteurs, dont David Suzuki, Margaret Atwood et Marc Laurendeau. 
L’Encyclopédie est mise à jour sur une base quotidienne. En plus des mises à jour, le personnel de l’encyclopédie, comprenant huit éditeurs à temps plein, écrit et commande régulièrement de nouveaux articles. 

## Rencontres du Canada
Rencontres du Canada est le plus grand forum jeunesse du Canada. Le programme réunit plus de 100 jeunes Canadiens de 14 à 17 ans à Ottawa chaque semaine durant l’année scolaire, qui y participent à des semaines thématiques, découvrent le Canada et explorent des parcours de carrière. Plus de 100 000 jeunes ont participé au programme. 

## Minutes du patrimoine
Les Minutes du patrimoine sont de courts segments télévisuels, très près du format d'une publicité, qui recréent des événements importants, des grandes réussites ou des actes de bravoure de l’histoire du Canada. Le format même des Minutes fait en sorte que l'histoire canadienne y est présentée sous son jour le meilleur. En effet, les segments de 60 secondes traitent des grands moments de l'histoire canadienne en évoquant les grands personnages, les difficultés surmontées et les innovations canadiennes. Chaque Minute fournit à l'auditeur ou à l'élève une raison de plus d'être fier d'être canadien. Les Minutes ont été créées par la Fondation Crb en 1991 et relancées par Historica Canada en 2012. Chacune d'elles a coûté environ 250 000$ pour un total de 15 000 000$. Cette interprétation de l'histoire du Canada a été mise sur pied dans un contexte politique sous tension, alors que le Québec, emporté par un sentiment national fort, menaçait de quitter le Canada.  Reconnues partout au pays - particulièrement par une génération de jeunes Canadiens ayant grandi en les visionnant - Les Minutes sont réellement, comment l’indique leur description, « un moment de notre histoire ». Au fil des ans, certains des comédiens les plus célèbres du Canada y ont participé, dont Colm Feore, Dan Aykroyd, Jean L'Italien et Kate Nelligan.

## Le Projet Mémoire
Le Projet Mémoire invite les vétérans et les membres des Forces armées canadiennes à partager leur expérience militaire avec leurs concitoyens canadiens, jeunes et plus vieux. Grâce au Bureau des orateurs, 1500 anciens combattants de la Seconde Guerre mondiale, de la guerre de Corée et des anciens combattants et membres en service des Forces armées canadiennes visitent les écoles et les groupes communautaires locaux afin de partager leurs récits de service militaire et de sacrifice. L’Archive numérique du Projet Mémoire est une vaste collection en ligne des histoires orales et des souvenirs personnels des hommes et des femmes des Forces armées canadiennes. L’Archive comprend plus de 3 000 récits à la première personne et 1500 items originaux (photographies, lettres et souvenirs) qui racontent le patrimoine militaire canadien. Grâce à L’Archive et au Bureau des orateurs, le Projet Mémoire a rejoint plus de 1.5 million de Canadiens.

## Passages Canada
Passages Canada est une initiative nationale de partage de récits qui invite les nouveaux arrivants et les Canadiens établis à partager leurs expériences personnelles d’identité, d’héritage et d’immigration avec des groupes de tous âges. Plus de 1 000 volontaires font partie du Bureau des orateurs de Passages Canada. Ces orateurs visitent des écoles et des groupes communautaires à travers le pays afin de nourrir le dialogue interculturel. 
L’Archive numérique de Passages Canada présente un portrait des expériences de vie des membres du Bureau des orateurs de Passages Canada grâce à des entrevues multilingues et des items originaux (photographies, lettres et souvenirs) qui racontent leurs parcours personnels vers le Canada. 

## Ressources éducatives
Le travail de la fondation Historica Canada consiste à produire et à distribuer du matériel pédagogique en histoire. Ce matériel, qui vise ouvertement à célébrer le patrimoine canadien et à créer un attachement à la nation canadienne chez l'élève, est facile d'accès et peut être utilisé par les professeurs dans leurs classes s'ils le jugent pertinent. Parmi ce matériel, on trouve : Le Guide éducatif sur l’histoire des Noirs au Canada, basé sur Aminata, le roman historique de Lawrence Hill ; l’outil d’apprentissage sur Sir John A. Macdonald et la Confédération canadienne pour les niveaux junior et senior, dans le cadre du programme Récits de Sir John A. ; quatre guides centrés sur différents aspects de la guerre de 1812, incluant le rôle des peuples autochtones et l’importance des frontières et de la géographie ; les outils d’apprentissage du Canada en guerre, qui examinent l’héritage des Première et Deuxième Guerres mondiales.
Avec le budget fort imposant dont elle dispose, la fondation Historica organise plusieurs activités et événements entourant l'histoire canadienne et rend disponibles des plans de cours concernant divers thèmes de l'histoire canadienne aux professeurs d'histoire du pays. Les 68 plans de cours disponibles se rattachent tous à l'une ou l'autre des Minutes ou à des segments sur le sport canadien appelés Empreintes.
Historica Canada fournit aussi du contenu au public au travers d’iTunes University où les utilisateurs peuvent découvrir du matériel organisé en collections de cours regroupés selon certains thèmes, comme Les femmes dans l’histoire canadienne et L’histoire canadienne asiatique.

## Gestion de l'organisme
Présentement, le président de l’organisme est l’homme d’affaires torontois Stephen Smith, tandis qu’Anthony Wilson-Smith est président et chef de la direction depuis le mois de septembre 2012. 

### Conseil d'administration
Le conseil d’administration, presque entièrement d'origine anglo-saxonne, comprend certains des citoyens canadiens les plus remarquables, dont le président émérite Avie Bennett - un Compagnon de l’Ordre du Canada, l’homme d’affaires et philanthrope Charles Bronfman ainsi que l’humoriste et commentateur social Rick Mercer. 
Voici la liste complète des membres du conseil d'administration :
- Stephen Smith, président et cofondateur de First National Financial
- Alison Faulknor, directrice des programmes de la Fédération canadienne des sciences humaines
- Ann Dadson, ex-directrice d'Historica Canada
- Arni C. Thorsteinson, CFA, président de Shelter Canadian Properties Ltd.
- Avie Bennett, C.C., O.Ont., chancelier émérite de l'Université York et chancelier émérite d'Historica Canada
- Daniel R. Woolf, MRSC, directeur et vice-chancelier de l'Université Queen's
- Duncan Jackman, président du conseil et chef de la direction de E-L Financial Corp.
- L. Yves Fortier, C.C., Q.C., arbitre international, Cabinet Yves Fortier
- Lynton R. (Red) Wilson, O.C., directeur de CAE inc., chancelier de l'Université McMaster
- L'honorable Charles R. Bronfman, P.C., C.C., président de la Fondation CRB ; Président de Andrea and Charles Bronfman Philanthropies ; Ancien coprésident de La Compagnie Seagram Limitée
- L'honorable Michael Chong, P.C., député de Wellington-Halton Hills
- L'honorable Myra A. Freeman, C.M., O.N.S., ancienne lieutenante-gouverneure de la Nouvelle-Écosse
- Richard Rooney, FCA, CFA, président et Directeur des investissements de Burgundy Asset Management
- Rick Mercer, animateur du Rick Mercer Report
- Thomas Edward Kierans, OC., M.B.A., LL.D., ICD.F
- Trina McQueen, O.C., présidente de Hutton-Belleville inc.